# Alana (Zauberkünstlerin)
Alana (* 31. Mai 1984; bürgerlicher Name: Alana Möhlmann) ist eine deutsche Zauberkünstlerin.

## Leben
Ihre Eltern waren als Frederik & Margit ebenfalls professionelle Zauberkünstler.
Alana schloss ein Masterstudium in Medien- und Kommunikationswissenschaften an der Universität Hamburg ab.
Sie lebt in Hamburg.

## Auszeichnungen
Bei der Deutschen Meisterschaft der Zauberkunst belegte sie 2008 einen dritten Platz. 2011 wurde sie „Deutsche Meisterin der Zauberkunst“ mit Platz 1 in der Kategorie „Allgemeine Magie mit Musik“ und der punkthöchsten Darbietung des Wettbewerbs.
Kurz darauf gewann sie den Grand Prix beim internationalen Zauberwettbewerb „White Magic“ in Russland.
Anfang 2012 ernannte sie der Magische Zirkel von Deutschland zum „Magier des Jahres 2011“. Alana ist in der 100-jährigen Geschichte des Zauberkünstlerverbandes die erste Frau, die diesen Titel erhielt.